# Elnur Abduraimov
Elnur Abduraimov est un boxeur ouzbek né le 10 juin 1994.

## Carrière
Sa carrière amateur est principalement marquée par une médaille d'or remportée aux championnats d'Asie de 2017 dans la catégorie des poids légers et une médaille de bronze aux championnats du monde de Doha en 2015, toujours en poids légers.

## Palmarès

### Championnats du monde de boxe amateur
- Médaille de bronze en -60 kg en 2015 à Doha, Qatar

### Championnats d'Asie de boxe amateur
- Médaille d'or en -60 kg en 2017 à Tachkent, Ouzbékistan
- Médaille de bronze en -60 kg en 2015 à Bangkok, Thaïlande

## Référence
1. ↑  (en) Résultats des championnats d’Asie 2017